# گیوم روجر
گیوم روجر (انگلیسی: Guillaume Rouger؛ زادهٔ ۲۱ اکتبر ۱۹۷۵) بازیکن فوتبال اهل فرانسه است.